# Jardín Ártico Alpino de Walter Meusel Stiftung
El Jardín Ártico Alpino de Walter Meusel Stiftung en alemán : Arktisch-Alpiner Garten der Walter-Meusel-Stiftung es un jardín botánico sin ánimo de lucro que tiene una extensión de 2,800 m² que está especializado tanto en plantas árticas como en plantas alpinas. 
Está administrado por la "fundación Walter Meusel".

## Localización
Arktisch-Alpiner Garten der Walter-Meusel-Stiftung Schmidt-Rottluff-Straße 90, D-09114 Chemnitz, Freistaat-Sachsen-Sajonia Deutschland-Alemania.
Planos y vistas satelitales.50°53′15″N 12°56′23.64″E / 50.88750, 12.9399000
Se encuentra abierto a diario excepto los domingos.

## Historia
El jardín Ártico Alpino fue fundado en 1956 por Walter Meusel, músico, compositor, y autor de libros sobre zoología y botánica.
Después de su muerte en 1990, la Fundación Walter Meusel ha continuado el mantenimiento del jardín así como la financiación de investigaciones y trabajos conservacionistas.

## Colecciones
En la actualidad el jardín alberga approximadamente unas 6,000 especies de regiones montañosas y frías del planeta. Aquí se cultivan notables colecciones de Salix, Ericaceae, helechos (Pteridophyta) y plantas de las montañas de Nueva Zelanda, además de unas buenas colecciones de la familia Saxifragaceae y plantas procedentes de los Himalayas, Este de Asia, el Cáucaso, Norte y Suramérica, los Alpes, y varias montañas europeas de menor altura.
Entre sus especies son de destacar, Arctostaphylos uva-ursi, Arcterica nana, Crocus pelistericus, Dryas octopetala,, Eritrichium nanum, Leucogenes neglecta, Linum capitatum, Loiseleuria procumbens, Meum athamanticum, Muehlenbeckia axillaris, Primula hirsuta subsp. valcuvianensis subspec. nova, Degenia velebitica, Ranunculus glacialis, Rhododendron camtschaticum , Saxifraga aizoides, Saxifraga mutata, Saxifraga nathorstii,